# Hugo + Egon
Hugo + Egon ist eine Zeichentrickserie aus dem Jahr 1995, die in Deutschland entstanden ist. Die Sendung basiert auf dem Puppenspiel Der Müllberg ruft – Geschichten aus dem Tonnental von Dieter Kussani und handelt von der gelben Tonne Hugo und dem gelben Sack Egon und war Bestandteil einer 45 Millionen DM (ca. 23 Millionen Euro) teuren Werbekampagne des Dualen System Deutschlands.

## Ausstrahlung
Die Serie ist dem Bereich der Umweltbildung zuzuordnen und behandelt schwerpunktmäßig die Themen Recycling und Mülltrennung. Sie wurde ab 1995 auf dem Jugendsender Junior (damals Premiere, heute Sky Deutschland) ausgestrahlt.
Die Serie umfasst 20 Episoden mit je vier Minuten Laufzeit.

## Bücher
Zu Hugo + Egon erschienen die folgenden Kinderbücher:
- Hugo & Egon – die Wertstoffhelfer. Köln: Duales System Deutschland AG, Köln 2000, DNB 959906851.
- Bernd Natke [Ill.]: Hugo & Egon: der Wertstoffkönig. In: Poppi-Buch. Nr. 17. Der Grüne Punkt, Köln 2004, DNB 1066350310.